# دجاج توينز

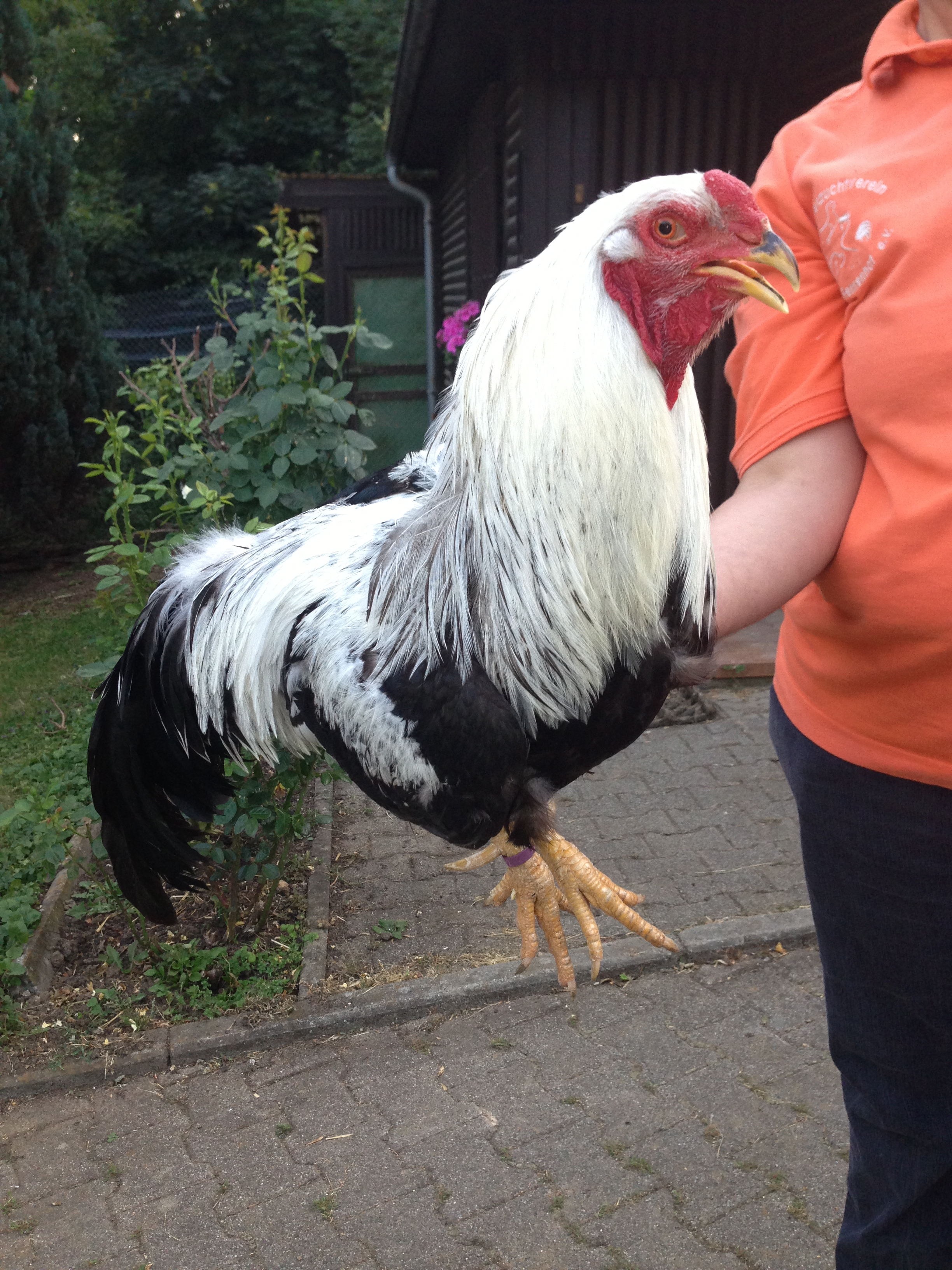
ديك من نوع دجاج توينز

دجاج توينز (بالهولندية Twents Hoen)، (بالألمانية : Kraienkopp). هي سلالة دجاج نشأت في المنطقة الحدودية بين ألمانيا وهولندا. الأول من الإسمين هي التسمية الهولندية التي اطلقت على السلالة، في حين أن الاسم الثاني هي التسمية الألمانية. تظهر دجاجة كرانكوب أو دجاجة توينز في نوعين من الألوان: الأحمر والفضي والصدر الأسود. يزن الديك 2.75 كيلوجرام (6 أرطال) والدجاجة 1.8 كيلوغرام (4 أرطال). لديهم جلد أصفر وعرف صغير من النوع الجوزي.
تم تطوير سلالة توينز في أواخر القرن التاسع عشر مهجن من صلبان سلالات دجاج محلية مع دجاج ملاي، ثم لاحقا مع سلالة دجاج الليجهورن الفضي، (بالإنجليزية Silver Duckwing Leghorns).
تم عرضه لأول مرة في هولندا في عام 1920، وظهر في ألمانيا في عام 1925.

## الوضع
تضع دجاجة توينز عددًا لا بأس به من البيض سنويا.

## الاستعمال في المزرعة
طائر توينز هو طائر نشيط وحيوي، يمكن اعتباره طائر ثلاثي الغرض، أي أنه يربى لإنتاج البيض واللحم وكطير زينة، حيث يتميز الديك بمظهر جمالي يضفي على المزرعة أو البستان رونقا خاصا تزيده الحيوية والنشاط الذي يتميز به.